# دوغ يونغ (لاعب هوكي الجليد)
دوغ يونغ هو لاعب هوكي الجليد كندي، ولد في 1 أكتوبر 1908 في مدسين هات في كندا، وتوفي في 15 مايو 1990.

## وصلات خارجية
- دوغ يونغ على موقع دوري الهوكي الوطني (الإنجليزية)
- دوغ يونغ على موقع Hockey-Reference.com (الإنجليزية)